# A Szigligeti Színház bemutatóinak listája
Ezen a lapon megtalálható a szolnoki Szigligeti Színház összes bemutatójának listája, beleértve az 1951 és 1954 között működő békéscsabai–szolnoki, és az 1954 óta fennálló önálló szolnoki társulatot. A szobaszínházi, nyári és egyéb bérletszünetes előadások külön, a lista végén találhatóak.
A Színházi adattárban regisztrált bemutatók száma: 546. Ugyanott ötszáznegyven fénykép is látható.

## A békéscsabai–szolnoki társulat

### 1951/52
- 1951. augusztus 25. – Urbán Ernő: Gál Anna diadala (tájelőadás, rendezte: Székely György)
- 1951. szeptember 8. – Farkas Ferenc: Csínom Palkó (Gyula, rendezte: Daniss Győző)
- 1951. szeptember 12. – Vagyim Szobko: A második front mögött (Békéscsaba, rendezte: Székely György)
- 1951. október 12. – Jurij Miljutyin: Szibériai Rapszódia (Békéscsaba, rendezte: Daniss Győző)
- 1951. október 14. – Molière: Scapin furfangjai (Békéscsaba, rendezte: Luttor Mária)
- 1951. október 24. – Móricz Zsigmond: Rokonok (Békéscsaba, rendezte: Székely György)
- 1951. november 7. – Jurij Miljutyin: Havasi kürt (Békéscsaba, rendezték: Daniss Győző, Luttor Mária)
- 1951. november 24. – Jan Rajewski: Ezer bátor harcos (magyarországi ősbemutató, Szolnok, rendezte: Székely György)
- 1952. január 3. – Urbán Ernő: Tűzkeresztség (Szolnok, rendezte: Luttor Mária)
- 1952. február 10. – Szigligeti Ede: A csikós (Szolnok, rendezte: Székely György)
- 1952. március 4. – Nyikolaj Gogol: A revizor (Szolnok, rendezte: Székely György)
- 1952. március 16. – Sárközi István: A szelistyei asszonyok (Szolnok, rendezte: Luttor Mária)
- 1952. március 29. – Anton Makarenko: Az új ember kovácsa (Szolnok, rendezte: Székely György)
- 1952. április 12. – Franz Schubert: Három a kislány (Szolnok, rendezte: Daniss Győző)
- 1952. április 25. – Friedrich Schiller: Ármány és szerelem (Szolnok, rendezte: Székely György)
- 1952. április 17. – Jaroslav Zrotal: Tyúk és a harangozó (magyarországi ősbemutató, tájelőadás, rendezte: Luttor Mária)
- 1952. május 9. – Howard Fast: Harminc ezüstpénz (Szolnok, rendezte: Luttor Mária)
- 1952. május 18. – Jacques Offenbach: Orfeusz (Szolnok, rendezte: Székely György)
- 1952. június 26. – Sándor Kálmán: A harag napja (Szolnok, rendezte: Székely György)
- 1952. július 6. – Fényes Szabolcs: Baj van Rómeóval (Szolnok, rendezte: Erdődi Kálmán); Nóti Károly: Pesti Jósda (rendezte: Alpár József); Gádor Béla, Urbán Ernő: A kincs (rendezte: Heltai Jenő); Kellér Andor: A weekend beteg (rendezte: Erdődi Kálmán)

### 1952/53
- 1952. október 4. – Lehár Ferenc: Luxemburg grófja (Békéscsaba, rendezte: Csaba Gyula)
- 1952. október 18. – Móricz Zsigmond: Úri muri (Békéscsaba, rendezte: Várady György)
- 1952. november 24. – William Shakespeare: Vizkereszt (Békéscsaba, rendezték: Várady György, Heltai Jenő)
- 1952. december 18. – George Bernard Shaw: Warrenné mestersége (tájelőadás, rendezte: Várady György)
- 1952. december 21. – Alekszandr Kornyijcsuk: Ukrajna mezőin (Szolnok, rendezte: Földeák Róbert)
- 1952. december 25. – Kerekes János: Állami áruház (Szolnok, rendezte: Földeák Róbert)
- 1953. január 27. – Roger Vailland: Foster ezredes bűnösnek vallja magát (Szolnok, rendezte: Várady György)
- 1953. március 15. – Egri Viktor: Közös út (tájelőadás, rendezték: Földeák Róbert, Csaba Gyula)
- 1953. március 15. – Illyés Gyula: Fáklyaláng (Szolnok, rendezte: Várady György)
- 1953. április 11. – Alekszandr Osztrovszkij: Vihar (Szolnok, rendezte: Kazimir Károly)
- 1953. április 28. – Móricz Zsigmond: Az 50 pengős követ; Ion Luca Caragiale: Leonida naccságos úr és a reakció; Heves Ferenc: Hiba van a kvóta körül; Bondi Endre: Csak tervszerűen; Darvas Szilárd, Hajdu Júlia: Igaz; Gádor Béla: Mi a különbség; Nyiri Tibor: Makra, a gulyás; Bondi Endre: És győz a nép (tájelőadás, rendezte: Szigligeti Színház)
- 1953. április 30. – Johann Strauss: A denevér (Szolnok, rendezte: Földeák Róbert)
- 1953. június 6. – Peter Karvaš: Mi történt a mi utcánkban…? (magyarországi ősbemutató, Szolnok, rendezte: Várady György)
- 1953. június 10. – Lehár Ferenc: Vándordiák (tájelőadás, rendezte: Földeák Róbert)

### 1953/54
- 1953. október 28. – Konsztantyin Iszajev, Alekszandr Galics: Nem magánügy (Békéscsaba, rendezte: Lendvay Ferenc)
- 1953. november 11. – Vincze Ottó: Boci-boci tarka (Békéscsaba, rendezte: Gáti Sándor)
- 1953. december 1. – Mona Brand: Hamilton család (Békéscsaba, rendezte: Földeák Róbert)
- 1953. december 25. – Huszka Jenő: Gül Baba (Szolnok (?), rendezte: Lendvay Ferenc)
- 1954. február 14. – Katona József: Bánk bán (Szolnok, rendezték: Lendvay Ferenc, Földeák Róbert)
- 1954. március 7. – Vlagyimir Scserbacsov: Dohányon vett kapitány (Szolnok, rendezte: Gáti Sándor)
- 1954. március 14. – Molière: Képzelt beteg (Szolnok, rendezte: Győrffi György)
- 1954. április 3. – George Bernard Shaw: Pygmalion (Szolnok, rendezte: Marton Mária)
- 1954. április 17. – Jacobi Viktor: Leányvásár (Szolnok, rendezte: Király József)
- 1954. május 21. – Csiky Gergely: Mukányi (Szolnok, rendezte: Lendvay Ferenc)
- 1954. június 5. – Kacsóh Pongrác: János vitéz (Szolnok, rendezték: Lendvay Ferenc, Csaba Gyula)

## 1950-es évek

### 1954/55
- 1954. október 3. – Eugéne Scribe: Egy pohár víz (tájelőadás, rendezte: Kalmár András)
- 1954. október 9. – Kálmán Imre: Csárdáskirálynő (rendezte: Orbók Endre)
- 1954. november 13. – Sólyom László: Holnapra kiderül (rendezte: Orbók Endre)
- 1954. december 10. – Jacobi Viktor: Sybill (rendezte: Kalmár András)
- 1954 – Békeffi István, Stella Adorján: Janika (tájelőadás)
- 1955. január 15. – Jókai Mór: Az aranyember (rendezte: Szendrő József)
- 1955. február 25. – Vincze Ottó: Párizsi vendég (rendezte: Orbók Endre)
- 1955. április 10. – Orbók Leó: Jancsi és Juliska
- 1955. április 16. – William Shakespeare: A makrancos hölgy (rendezte: Kalmár András)
- 1955. május 8. – Orbók Leó: Piroska és a farkas
- 1955. május 22. – Alekszandr Kornijcsuk: A nagy műtét (rendezte: Sprok György)
- 1955. június 9. – Vlagyimir Dihovicsnij, Nyikitin Bogoszlovszkij: Nászutazás (tájelőadás, rendezte: Kalmár András)
- 1955. július 1. – Gabriela Zapolszka: Dulszka asszony erkölcse (tájelőadás, rendezték: Velenczei István, Cservény Judit)

### 1955/56
- 1955. október 7. – Jókai Mór: A kőszivű ember fiai (rendezte: Varga Géza)
- 1955. november 4. – Sárközi István: Pettyes (rendezte: Nagy György)
- 1955. november 26. – Ben Jonson: Volpone vagy a pénz komédiája (rendezte: Cservény Judit)
- 1955. december 23. – Kálmán Imre: Montmartei ibolya (rendezte: Nagy György)
- 1955 – Heltai Jenő: A néma levente (tájelőadás, rendezte: Vereczkey Zoltán)
- 1955 – Szigligeti Ede: A mama (tájelőadás, rendezte: Velenczey István)
- 1956. február 3. – Vészi Endre: A titkárnő (rendezte: Kisfalvi György)
- 1956. március 11. – Johann Wolfgang Goethe: Kéz kezet mos; Anton Csehov: Háztüznéző (tájelőadás, rendezte: Kozaróczky József)
- 1956. március 16. – Bródy Sándor: A tanítónő (rendezték: Kisfalvi György, Varga Géza)
- 1956. április 4. – Iszak Dunajevszkij: Szabad szél (rendezte: Nagy György)
- 1956. május 5. – Sarkadi Imre: Szeptember (rendezte: Kisfalvi György)
- 1956. május 17. – Szirmai Albert: Mágnás Miska (rendezte: Cservényi Judit)
- 1956. június 3. – Grimm fivérek: Hamupipőke

### 1956/57
- 1956. szeptember 28. – Kálmán Imre: Marica grófnő (rendezte: Seregi László)
- 1956. október 12. – Móricz Zsigmond: Nem élhetek muzsikaszó nélkül (rendezte: Paulo Lajos)
- 1956. december 23. – Kacsóh Pongrác: János vitéz (betanulás, rendezte: Paulo Lajos)
- 1956. december 31. – Jean-Paul Sartre: A tisztességtudó utcalány (tájelőadás, rendezte: Bicskey Károly)
- 1957. január 18. – Katona József: Bánk bán (betanulás, rendezte: Seregi László)
- 1957. február 15. – Heltai Jenő: A néma levente (betanulás, rendezte: Paulo Lajos)
- 1957. március 1. – Molnár Ferenc: A doktor úr (rendezte: Seregi László)
- 1957. március 22. – Fényes Szabolcs: Maya (rendezte: Seregi László)
- 1957. április 26. – Makszim Gorkij: Kispolgárok (rendezte: Nógrádi Norbert)
- 1957. május 9. – Lehár Ferenc: A mosoly országa (rendezte: Paulo Lajos)
- 1957. május 24. – Garson Kanin: Ócskavas nagyban (rendezték: Seregi László, Cservéy Judit)
- 1957. június 8. – Vaszy Viktor: Dankó Pista (rendezte: Paulo Lajos)

### 1957/58
- 1957. augusztus 17. – De Fries Károly: Ilyenek a férfiak (tájelőadás, rendezte: Varga D. József)
- 1957. szeptember 20. – Szirmai Albert: Mézeskalács (rendezte: Paulo Lajos)
- 1957. október 8. – Fényes Szabolcs: Dunaparti randevú (rendezte: Hortobágyi Margit)
- 1957. október 18. – John Steinbeck: Egerek és emberek (rendezte: Nógrádi Róbert)
- 1957. november 9. – Zerkovitz Béla: Csókos asszony (rendezte: Hortobágyi Margit)
- 1957. december 5. – Barta Lajos: Szerelem (rendezte: Paulo Lajos)
- 1957. december 26. – Haday Tibor: Latyi Matyi a furfangos cukrászinas (rendezte: Paulo Lajos)
- 1957 – Dario Niccodemi: Tacskó (tájelőadás, rendezte: Paulo Lajos)
- 1958. január 4. – Horváth Jenő: Tavaszi Keringő (rendezte: Bálint György)
- 1958. január 21. – Franz Schubert: Három a kislány (betanulás, rendezte: Hortobágyi Margit)
- 1958. február 8. – Edmond Rostand: Cyrano de Bergerac (rendezte: Nógrádi Róbert)
- 1958. február 28. – Kálmán Imre: A cirkuszhercegnő (rendezte: Hortobágyi Margit)
- 1958. március 22. – Szücs György: Elveszem a feleségem (rendezte: Solymosi Ottó)
- 1958. április 4. – Dobozy Imre: Szélvihar (rendezte: Nógrádi Róbert)
- 1958. április 18. – Komjáthy Károly: Ipafai lakodalom (rendezte: Hortobágyi Margit)
- 1958. május 15. – Szántó Armand, Szécsény Mihály: Csendes otthon (rendezte: Solymosi Ottó)
- 1958. május 30. – Kálmán Imre: Csárdáskirálynő (betanulás, rendezte: Prókai István)

### 1958/59
- 1958. október 24. – Ábrahám Pál: Bál a Savoyban (rendezte: Hortobágyi Margit)
- 1958. november 11. – Molnár Ferenc: Olympia
- 1958. november 19. – Gergely Sándor: Vitézek és hősök (rendezte: Nógrádi Róbert)
- 1958. december 2. – Kállai István: Majd a papa (rendezte: Prókai István)
- 1958. december 19. – Pierre Breal: Csintalan menyecske (rendezte: Bálint György)
- 1958 – Sólyom László: Hozományvadász (tájelőadás, rendezte: Prókai István)
- 1959. január 9. – Kálmán Imre: A bajadér (rendezte: Kalmár András)
- 1959. január 28. – Hans Pfeiffer: Lampionok ünnepe (rendezte: Bálint György)
- 1959. február 20. – Pierre Beumarchais: Figaro házassága (rendezte: Nógrádi Róbert)
- 1959. március 6. – Victorien Sardou, Emil Najac: Váljunk el (rendezte: Hortobágyi Margit)
- 1959. március 20. – Kállai István: Kötéltánc (rendezte: Prókai István)
- 1959. április 10. – Eisemann Mihály: Bástyasétány ’77 (rendezte: Hortobágyi Margit)
- 1959. május 1. – Pavel Kohout: Ilyen nagy szerelem (rendezte: Nógrádi Norbert)
- 1959. május 20. – Guido Masanetz: Hotel Nevada (rendezte: Kalmár András)
- 1959. június 25. – William Shakespeare: Szentivánéji álom (szabadtéri előadás, rendezte: Nógrádi Róbert)

### 1959/60
- 1959. október 2. – Ábrahám Pál: Viktória (rendezte: Miszlay István)
- 1959. október 23. – Gian Paolo Callegari: Megperzselt lányok (rendezte: Berényi Gábor)
- 1959. november 13. – Florimond Hervé: Nebáncsvirág (rendezte: Solymosi Ottó)
- 1959. december 4. – Nyiri Tibor: Menyasszonytánc (rendezte: Nógrádi Róbert)
- 1959. december 20. – René Arout, Gabriel Arout: Szólítson csak mesternek (rendezte: Berényi Gábor)
- 1960. január 8. – Jean Gilbert: Az ártatlan Zsuzsi (rendezte: Miszlay István)
- 1960. január 29. – Csizmarek Mátyás, Nádassi László: Érdekházasság (rendezte: Miszlay István)
- 1960. február 19. – William Shakespeare: Othello (rendezte: Nógrádi Róbert)
- 1960. március 11. – Kálmán Imre: Cigányprímás (rendezte: Kalmár András)
- 1960. április 1. – Darvas József: Kormos ég (rendezte: Berényi Gábor)
- 1960. április 22. – Lope de Vega: A kertész kutyája (rendezte: Miszlay István)
- 1960. május 8. – Bihari Klára: Tévedni isteni dolog (ősbemutató, rendezte: Berényi Gábor)
- 1960. május 21. – Bíró Attila: Májusi muzsika (rendezte: Nógrádi Róbert)

## 1960-as évek

### 1960/61
- 1960. szeptember 16. – Johann Strauss: Cigánybáró (rendezte: Miszlay István)
- 1960. október 14. – William Shakespeare: Hamlet (rendezte: Berényi Gábor)
- 1960. november 8. – Leo Lenz: Az alkalmi férj (rendezte: Turián György)
- 1960. november 18. – Jacobi Viktor: Leányvásár (betanulás, rendezte: Miszlay István)
- 1960. december 9. – Alekszej Arbuzov: Vándorévek (rendezte: Nógrádi Róbert)
- 1961. január 6. – Fehér Klára: A teremtés koronája (rendezte: Berényi Gábor)
- 1961. január 27. – Kertész Imre: Bekopog a szerelem (rendezte: Miszlay István)
- 1961. február 24. – Victor Hugo: A királyasszony lovagja (rendezte: Nagy György)
- 1961. március 17. – Lehár Ferenc: Luxemburg grófja (betanulás, rendezte: Nógrádi Róbert)
- 1961. április 9. – Tabi László: Különleges világnap (rendezte: Berényi Gábor)
- 1961. április 28. – Carlo Goldoni: A fogadósné (rendezte: Pós Sándor)
- 1961. május 12. – Szedő Lajos: Kinn vagyunk a vízből (rendezte: Nógrádi Róbert)

### 1961/62
- 1961. szeptember 22. – Carl Millöcker: A koldusdiák (rendezte: Seregi László)
- 1961. szeptember 30. – Csizmarek Mátyás: Apja lánya (tájelőadás, rendezte: Miszlay István)
- 1961. október 20. – Mesterházi Lajos: Pesti emberek (rendezte: Berényi Gábor)
- 1961. november 10. – Gárdonyi Géza: Ida regénye (rendezte: Miszlay István)
- 1961. december 15. – Szántó Armand, Szécsény Mihály: Minden férfi gyanús (rendezte: Berényi Gábor)
- 1962. január 12. – Friedrich Schiller: Stuart Mária (rendezte: Both Béla)
- 1962. január 12. – Eisemann Mihály: Nőgyülőlő (ősbemutató, rendezte: Pós Sándor)
- 1962. február 23. – Kállai István: Az igazság házhoz jön (rendezte: Berényi Gábor)
- 1962. március 16. – Jacobi Viktor: Sybill (betanulás, rendezte: Miszlay István)
- 1962. április 7. – Anton Csehov: Három nővér (rendezte: Berényi Gábor)
- 1962. április 27. – Nicola Manzari: Pénzt vagy életet (rendezte: Pós Sándor)
- 1962. április 29. – Rudolf Trinner: Nem angyal a feleségem (tájelőadás, rendezték: Somogyvári Rudolf, Iványi József)
- 1962. május 18. – Tabi László: Esküvő (rendezte: Berényi Gábor)

### 1962/63
A színház épületének felújítása miatt, a darabok egyéb, ideiglenesen színházi funkciókra berendezett termekben kerültek bemutatásra:
- 1962. szeptember 15. – Bartos Ferenc, Baróti Géza: Mindent a mamáért (tájelőadás, rendezte: Mensáros László)
- 1962. szeptember 22. – Mesterházi Lajos: A tizenegyedik parancsolat (rendezte: Pós Sándor)
- 1962. október 18. – Iszak Dunajevszkij: Fehér akácok (tájelőadás, rendezte: Bor József)
- 1962. október 21. – Jókai Mór: A kőszivü ember fiai (betanulás, tájelőadás, rendezte: Solti Bertalan)
- 1962. november 18. – Victorien Sardou: A szókimondó asszonyság (tájelőadás, rendezte: Várady György)
- 1962. december 1. – Molière: Tartuffe (tájelőadás, rendezte: Pós Sándor)
- 1963. február 9. – Tokaji György: Madárijesztő (ősbemutató, tájelőadás, rendezte: Várady György)
- 1963. február 22. – Ábrahám Pál: Haway rózsája (tájelőadás, rendezte: Bor József)
- 1963. március 15. – Kállai István: Férjek a küszöbön (tájelőadás, rendezte: Berényi Gábor)
- 1963. április 7. – Gyárfás Miklós: Kisasszonyok a magasban (tájelőadás, rendezte: Pós Sándor)
- 1963. május 7. – Kertész Imre: Csacsifogat (tájelőadás, rendezte: Pós Sándor)
- 1963. május 17. – Dunai Ferenc: A nadrág (tájelőadás, rendezték: Berényi Gábor, Bor József)
- 1963. június 1. – Molnár Ferenc: A doktor úr (betanulás, tájelőadás, rendezte: Várady György)

### 1963/64
- 1963. szeptember 20. – Szigligeti Ede: Liliomfi (rendezte: Berényi Gábor) [épületavató előadás]
- 1963. szeptember 25. – Dobozy Imre: Holnap folytatjuk (rendezte: Pós Sándor)
- 1963. október 18. – Huszka Jenő: Gül Baba (betanulás, rendezte: Bor József)
- 1963. november 22. – Fényes Samu: Mátyás (rendezte: Téri Árpád)
- 1963. december 15. – Jevgenyij Lvovics Svarc: Hókirálynő (rendezte: Mádi Szabó Gábor)
- 1963. december 17. – Jacques Deval: Potyautas (rendezte: Laczkó Mihály)
- 1964. január 7. – John Boynton Priestley: Ma reggel születtem (rendezte: Pós Sándor)
- 1964. január 24. – Gyárfás Miklós: Férfiaknak tilos (rendezte: Pós Sándor)
- 1964. február 14. – William Shakespeare: Lear király (rendezte: Berényi Gábor)
- 1964. március 6. – Kálmán Imre: Montmartrei ibolya (betanulás, rendezte: Bor József)
- 1964. március 12. – Gáspár Margit: Hamletnek nincs igaza (tájelőadás, rendezte: Mádi Szabó Gábor)
- 1964. április 10. – Friedrich Schiller: Ármány és szerelem (betanulás, rendezték: Téri Árpád, Mensáros László)
- 1964. május 1. – Szinetár György: Fogad 3–5-ig (rendezte: Bor József)
- 1964. május 15. – George Bernard Shaw: Pygmalion (betanulás, rendezte: Laczkó Mihály)

### 1964/65
- 1964. szeptember 13. – Fazekas Mihály, Móricz Zsigmond: Lúdas Matyi (tájelőadás, rendezte: Bor József)
- 1964. szeptember 25. – Madách Imre: Az ember tragédiája (rendezte: Berényi Gábor)
- 1964. október 30. – Szinetár György: Susmus (rendezte: Laczkó Mihály)
- 1964. november 27. – Lilian Hellmann: Kis rókák (rendezte: Téri Árpád)
- 1964. december 18. – Nóti Károly: Nyitott ablak (rendezte: Bor József)
- 1965. január 22. – Huszka Jenő: Mária főhadnagy (betanulás, rendezte: Lovas Edit)
- 1965. február 26. – Alekszej Arbuzov: Egy szerelem története (rendezte: Berényi Gábor)
- 1965. március 12. – Tóth Miklós: Jegygyűrű a mellényzsebben (rendezte: Bor József)
- 1965. április 2. – John Steinbeck: Lement a Hold (rendezte: Laczkó Mihály)
- 1965. április 23. – Huszka Jenő: Lili bárónő (betanulás, rendezte: Makai Péter)
- 1965. május 20. – Fejes Endre: Rozsdatemető (rendezte: Berényi Gábor)
- 1965. június 25. – Móricz Zsigmond: Nem élhetek muzsikaszó nélkül (betanulás, tájelőadás, rendezték: Berényi Gábor, Laczkó Mihály)

### 1965/66
- 1965. október 1. – Kálmán Imre: Marica grófnő (betanulás, rendezte: Lovas Edit)
- 1965. november 5. – Arthur Miller: A salemi boszorkányok (rendezte: Berényi Gábor)
- 1965. december 17. – Franz Schönthan, Paul Schönthan: A szabin nők elrablása (rendezte: Bor József)
- 1966. január 14. – Eugene O’Neill: Boldogtalan Hold (magyarországi ősbemutató, rendezte: Lovas Edit)
- 1966. január 16. – Gyárfás Miklós: Egérut (rendezte: Laczkó Mihály)
- 1966. február 11. – Lehár Ferenc: A mosoly országa (betanulás, rendezte: Bor József)
- 1966. március 11. – William Shakespeare: Rómeó és Júlia (rendezte: Lovas Edit)
- 1966. április 15. – Kövesdi Nagy Lajos: Szegény kis betörő (rendezte: Laczkó Mihály)
- 1966. május 13. – Viktor Kozov: Úton (rendezte: Berényi Gábor)
- 1966. június 3. – Eisemann Mihály: Én és a kisöcsém (rendezte: Bor József)
- 1966. június 21. – Róna Tibor: Húsz éven felülieknek (tájelőadás, rendezte: Laczkó Mihály)

### 1966/67
- 1966. szeptember 30. – Kálmán Imre: A cirkuszhercegnő (rendezte: Lovas Edit)
- 1966. október 28. – William Shakespeare: III. Richard (rendezte: Berényi Gábor)
- 1966. november 18. – Marcel Achard: A bolond lány (rendezte: Laczkó Mihály)
- 1966. december 9. – Vincze Ottó: Egy bolond százat csinál (rendezte: Bor József)
- 1967. január 13. – Anton Csehov: Cseresznyéskert (rendezte: Berényi Gábor)
- 1967. február 3. – Ábrahám Pál: Viktória (betanulás, rendezte: Bor József)
- 1967. március 3. – Bágyoni Attila: Hogy látva lássanak (ősbemutató, rendezte: Lovas Edit)
- 1967. március 23. – Pierre Barillet, Jean-Pierre Grédy: A kaktusz virága (rendezte: Laczkó Mihály)
- 1967. április 21. – Salvato Capelli: Kétszázezer és egy (magyarországi ősbemutató, rendezte: Berényi Gábor)
- 1967. május 12. – Johann Strauss: Mesél a bécsi erdő (rendezte: Fényes Márta)

### 1967/68
- 1967. október 6. – Frederick Loewe: My Fair Lady (rendezte: Bor József)
- 1967. november 3. – Vszevolod Visnyevszkij: Optimista tragédia (rendezték: Laczkó Mihály, Berényi Gábor)
- 1967. november 24. – Alfonso Paso: Ön is lehet gyilkos (rendezte: Laczkó Mihály)
- 1967. december 22. – Nádas Gábor: Charley nénje (rendezte: Bor József)
- 1968. január 19. – Arthur Miller: A bűnbeesés után (rendezte: Székely Gábor)
- 1968. február 9. – André Michel: Lulu (rendezte: Laczkó Mihály)
- 1968. március 15. – Bertolt Brecht: Kurázsi mama és gyermekei (rendezte: Berényi Gábor)
- 1968. április 5. – Ábrahám Pál: Haway rózsája (rendezte: Bor József)
- 1968. május 3. – Gyárfás Miklós: Lángeszű szerelmesek (rendezte: Székely Gábor)
- 1968. május 24. – Vaszy Viktor: Dankó Pista (rendezte: Bor József)

### 1968/69
- 1968. október 4. – Jacobi Viktor: Leányvásár (rendezte: Bor József)
- 1968. november 1. – Heltai Jenő: A néma levente (betanulás, rendezte: Orbán Tibor)
- 1968. november 29. – Bertolt Brecht: II. Edward (magyarországi ősbemutató, rendezte: Berényi Gábor)
- 1968. december 20. – Claude Magnier: Mona Marie mosolya (rendezte: Máriáss József)
- 1969. január 17. – Federico García Lorca: Vérnász (rendezte: Székely Gábor)
- 1969. február 7. – Majláth Júlia: Ne szóljatok bele (rendezte: Bor József)
- 1969. március 7. – Fehér Klára: Csak egy telefon! (ősbemutató, rendezte: Berényi Gábor)
- 1969. április 5. – Behár György: Éjféli randevú (rendezte: Bor József)
- 1969. május 2. – Örkény István: Tóték (rendezte: Székely Gábor)
- 1969. május 24. – Kálmán Imre: Csárdáskirálynő (rendezte: Bor József)

### 1969/70
- 1969. október 3. – Jókai Anna: Fejünk felől a tetőt (ősbemutató, rendezte: Berényi Gábor)
- 1969. október 24. – Ábrahám Pál: Bál a Savoyban (betanulás, rendezte: Bor József)
- 1969. november 28. – William Shakespeare: Tévedések vígjátéka (rendezte: Székely Gábor)
- 1969. december 19. – Stark Tibor: Könnyű a nőknek (rendezte: Bor József)
- 1970. január 23. – Eugene O’Neill: Hosszú út az éjszakába (rendezte: Székely Gábor)
- 1970. február 13. – W. S: Maugham: Imádok férjhezmenni (rendezte: Bor József)
- 1970. március 13. – Bertolt Brecht: Koldusopera (rendezte: Berényi Gábor)
- 1970. április 5. – Leo Fall: Sztambul rózsája (rendezte: Orosz György)
- 1970. május 8. – Leonyid Rahmanov: Viharos alkonyat (rendezte: Székely Gábor)
- 1970. május 29. – Paul Armont, Paul Vanderberghe: Fiúk, lányok, kutyák (rendezte: Bor József)

## 1970-es évek

### 1970/71
- 1970. szeptember 25. – Szirmai Albert: Mágnás Miska (rendezte: Bor József)
- 1970. október 23. – Leonyid Zsuhovickij: A delfin hátán (magyarországi ősbemutató, rendezte: Berényi Gábor)
- 1970. november 13. – Szakonyi Károly: Adáshiba (rendezte: Bor József)
- 1970. december 11. – Hámori Tibor: Szökés a Sing-singből (ősbemutató, rendezte: Fényes Márta)
- 1971. január 15. – Örkény István: Macskajáték (ősbemutató, rendezte: Székely Gábor)
- 1971. február 5. – Iszak Dunajevszkij: Fehér akácok (rendezte: Bor József)
- 1971. március 5. – Vörösmarty Mihály: Csongor és Tünde (rendezte: Both Béla)
- 1971. április 2. – Molnár Ferenc: A doktor úr (betanulás, rendezte: Bor József)
- 1971. április 30. – Neil Simon: Furcsa pár (rendezte: Székely Gábor)
- 1971. május 28. – Jacobi Viktor: Sybill (rendezte: Bor József)

### 1971/72
- 1971. október 8. – Gyárfás Miklós: Dinasztia (rendezte: Vass Károly)
- 1971. október 19. – Fényes Szabolcs: Maya (rendezte: Bor József)
- 1971. december 3. – Anton Pavlovics Csehov: Sirály (rendezte: Székely Gábor)
- 1971. december 23. – Oscar Wilde: Hazudj igazat (rendezte: Bor József)
- 1972. január 21. – Szophoklész: Antigoné (rendezte: Horváth Jenő)
- 1972. február 18. – George Bernard Shaw: Bolondok háza (rendezte: Vass Károly)
- 1972. március 31. – Bertolt Brecht: A kaukázusi krétakör (rendezte: Sándor János)
- 1972. április 21. – Darvas Szilárd, Királyhegyi Pál: Lopni sem szabad (rendezte: Bor József)
- 1972. május 12. – Csurka István: Szájhős (rendezte: Székely Gábor)
- 1972. június 2. – Kálmán Imre: A bajadér (rendezte: Sik Ferenc)

### 1972/73
- 1972. szeptember 29. – George Bernard Shaw: Szent Johanna (rendezte: Karinthy Márton)
- 1972. október 27. – Florimond Hervé: Nebáncsvirág (rendezte: Bor József)
- 1972. november 24. – Arthur Miller: Pillantás a hídról (rendezte: Horváth Jenő)
- 1972. december 15. – Görgey Gábor: Lilla és a kísértetek (rendezte: Sándor János)
- 1973. január 19. – Molière: Versailles-i rögtönzés; Dandin György (rendezte: Székely Gábor)
- 1973. február 9. – Bertolt Brecht, Dorothy Lane: Happy End (rendezte: Horváth Jenő)
- 1973. március 9. – Valentyin Katajev: A kör négyszögesítése (rendezte: Romhányi László)
- 1973. április 6. – Lengyel Menyhért, Görgey Gábor: Sancho Pansa királysága (rendezte: Bor József)
- 1973. május 11. – Gyurkó László: Szerelmem, Elektra (rendezte: Horváth Jenő)
- 1973. június 8. – Lehár Ferenc: Luxemburg grófja (rendezte: Bor József)

### 1973/74
- 1973. október 12. – Georghe Ciprian: Gácsérfej (magyarországi ősbemutató, rendezte: Székely Gábor)
- 1973. november 2. – Szerb Antal: Az éjféli lovas (ősbemutató, rendezte: Szűcs János)
- 1973. november 30. – Makszim Gorkij: A mélyben (rendezte: Horváthy Jenő)
- 1973. december 23. – Oscar Strauss: A csokoládékatona (rendezte: Sik Ferenc)
- 1974. január 25. – Carlo Goldoni: Két úr szolgája (rendezte: Horváth Jenő)
- 1974. február 15. – Richard N. Nash, Harvey Schmidt: Negyven fok árnyékban (magyarországi ősbemutató, rendezte: Bor József)
- 1974. március 22. – Kertész Ákos: Marka (rendezte: Barbaczy László)
- 1974. április 19. – Hubay Miklós, Ránki György: Egy szerelem három éjszakája (rendezte: Valló Péter)
- 1974. május 24. – Ben Jonson: Volpone (rendezte: Horváth Jenő)
- 1974. június 21. – Leo Fall: Pompadour (rendezte: Bor József)

### 1974/75
- 1974. október 11. – Anton Pavlovics Csehov: Három nővér (rendezte: Székely Gábor)
- 1974. november 8. – Szigligeti Ede: Liliomfi (rendezte: Horváth Jenő)
- 1974. december 6. – Alekszandr Kopkov: Aranyelefánt (magyarországi ősbemutató, rendezte: Valló Péter)
- 1974. december 15. – Frank L. Baum: Óz, a nagy varázsló (rendezte: Bor József)
- 1975. január 17. – Ariano Suassuna: A kutya testamentuma (rendezte: Bor József)
- 1975. február 14. – Federico García Lorca: Yerma (rendezte: Valló Péter)
- 1975. március 21. – Bertolt Brecht: Állítsátok meg Arturo Uit! (rendezte: Horváth Jenő)
- 1975. április 18. – Déry Tibor, Presser Gábor: Képzelt riport egy amerikai popfesztiválról (rendezte: Bor József)
- 1975. május 23. – Sarkadi Imre: Elveszett paradicsom (rendezte: Horváth Jenő)
- 1975. június 20. – Lehár Ferenc: Vig özvegy (rendezte: Bor József)

### 1975/76
- 1975. október 3. – Nyikolaj Gogol: A revizor (betanulás, rendezte: Horváth Jenő)
- 1975. november 15. – Örkény István: Kulcskeresők (ősbemutató, rendezte: Székely Gábor) [Szolnok 900. jubileumára]
- 1975. december 19. – Eugéne Labiche: Olasz szalmakalap (rendezte: Bor József)
- 1976. január 23. – Vámos Miklós: Asztalosinduló (ősbemutató, rendezte: Valló Péter)
- 1976. február 15. – Schwajda György: Egércirkusz (ősbemutató, rendezte: Szűcs János)
- 1976. március 4. – Csokonai Vitéz Mihály: Az özvegy Karnyóné és a két szeleburdiak; Bornemisza Péter: Magyar Elektra (rendezte: Horváth Jenő)
- 1976. április 9. – Grigorij Gorin: Thyl Ulenspiegel (magyarországi ősbemutató, rendezte: Valló Péter)
- 1976. május 7. – William Shakespeare: A makrancos hölgy (betanulás, rendezte: Valló Péter)
- 1976. június 8. – Oscar Strauss: Varázskeringő (rendezte: Bor József)

### 1976/77
- 1976. október 15. – Federico García Lorca: Bernarda Alba háza (rendezte: Horváth Jenő)
- 1976. november 19. – William Shakespeare: Athéni Timon (rendezte: Székely Gábor)
- 1976. december 5. – Carlo Collodi: Pinokkió (rendezte: Bor József)
- 1976. december 23. – Galt MacDermot: Veronai fiúk (rendezte: Valló Péter)
- 1977. január 28. – Tennessee Williams: Amig összeszoknak (rendezte: Horváth Jenő)
- 1977. március 4. – Arisztophanész: Lüszisztraté (rendezte: Bor József)
- 1977. április 8. – Mihail Bulgakov: Álszentek összeesküvése (rendezte: Paál István)
- 1977. május 20. – Carlo Goldoni: Karneválvégi éjszaka (magyarországi ősbemutató, rendezte: Babarczy László)
- 1977. június 17. – Szirmai Albert: A Glória kapitánya (rendezte: Bor József)

### 1977/78
- 1977. október 7. – Bertolt Brecht: Puntila úr és szolgája, Matti (rendezte: Csiszár Imre)
- 1977. november 25. – Makszim Gorkij: A Nap gyermekei (magyarországi ősbemutató, rendezte: Horváth Jenő)
- 1977. december 11. – Fazekas Mihály, Schwajda György: Lúdas Matyi (rendezte: Bor József)
- 1977. december 28. – Friedrich Dürrenmatt: Az öreg hölgy látogatása (rendezte: Paál István)
- 1978. február 17. – Füst Milán: Boldogtalanok (rendezte: Székely Gábor)
- 1978. március 24. – Carlo Goldoni: Bugrisok (rendezte: Csiszár Imre)
- 1978. május 5. – Jordan Radicskov: Január (rendezte: Paál István)

### 1978/79
- 1978. szeptember 29. – Edward Albee: Nem félünk a farkastól (rendezte: Paál István)
- 1978. október 13. – Lev Tolsztoj: Legenda a lóról (magyarországi ősbemutató, rendezte: Kerényi Imre)
- 1978. november 17. – Örkény István: Rokonok (rendezte: Csiszár Imre)
- 1978. december 1. – Sławomir Mrożek: Tangó (magyarországi ősbemutató, rendezte: Paál István)
- 1978. december 10. – Andersen: Pacsuli palota (rendezte: Keleti István)
- 1978. december 31. – Bakhus (rendezte: Horváth Jenő)
- 1979. február 9. – Shakespeare: Macbeth (rendezte: Csiszár Imre)
- 1979. március 2. – Makszim Gorkij: A hamis pénz (rendezte: Horváth Jenő)
- 1979. április 13. – Voltaire, Leonard Bernstein: Candide avagy az optimizmus (rendezte: Kerényi Imre)

### 1979/80
- 1979. szeptember 14. – Jurij Trifonov, Jurij Ljubimov: Csere (magyarországi ősbemutató, rendezte: Jurij Ljubimov)
- 1979. október 5. – Mitch Leigh, Dale Wassermann: La Mancha lovagja (rendezte: Kerényi Imre)
- 1979. november 4. – Horváth Péter: Kamarambó, a senki fia (ősbemutató, rendezte: Ivánka Csaba)
- 1979. december 7. – Alfred Jarry: A láncra vert Übü (magyarországi ősbemutató, rendezte: Paál István)
- 1980. január 4. – Ábrahám Pál: Bál a Savoyban (rendezte: Horváth Jenő)
- 1980. február 15. – Csehov: Platonov szerelmei (rendezte: Horváth Jenő)
- 1980. március 7. – Jaroslav Hašek, Verebes István: Az út avagy Svejk, a derék katona (rendezte: Szurdi Miklós)
- 1980. április 11. – Szász Péter: Whisky esővízzel (ősbemutató, rendezte: Verebes István)

## 1980-as évek

### 1980/81
- 1980. szeptember 21. – Jevgenyij Svarc: Hókirálynő (rendezte: Verebes István)
- 1980. október 3. – Madách Imre: Az ember tragédiája (rendezte: Paál István)
- 1980. október 10. – Murray Schisgal: Szerelem, ó! (rendezte: Árkosi Árpád)
- 1980. november 21. – Eugene O’Neill: Amerikai Elektra (rendezte: Szurdi Miklós)
- 1981. január 16. – Mihail Bulgakov: Bíborsziget (rendezte: Babarczy László)
- 1981. február 27. – Shakespeare: Troilus és Cressida (rendezte: Horváth Jenő)
- 1981. április 12. – Alexander Dumas: A három testőr (rendezte: Szurdi Miklós)

### 1981/82
- 1981. szeptember 27. – Erich Kästner: Emil és a detektívek (rendezte: Szurdi Miklós)
- 1981. október 9. – Bertolt Brecht, Kurt Weill: Koldusopera (rendezte: Sándor Pál)
- 1981. november 7. – Mati Unt: A halál árát a halottaktól kérdezd (magyarországi ősbemutató, rendezte: Mikk Mikiver)
- 1981. december 11. – William Shakespeare: Hamlet, dán királyfi (rendezte: Paál István)
- 1982. január 15. – Jiří Menzel: A három megesett lány esete (magyarországi ősbemutató, rendezte: Árkosi Árpád)
- 1982. február 19. – Paul Foster: I. Erzsébet (rendezte: Szurdi Miklós)
- 1982. március 26. – Friedrich Dürrenmatt: A nagy Romulus (rendezte: Árkosi Árpád)
- 1982. április 3. – Molnár Ferenc: Liliom (rendezte: Babarczy László)

### 1982/83
- 1982. szeptember 17. – Somerset Maugham: Imádok férjhez menni (rendezte: Bor József)
- 1982. október 3. – A. A. Milne: Micimackó (rendezte: Kőmíves Sándor)
- 1982. október 8. – A. P. Csehov: Ványa bácsi (rendezte: Paál István)
- 1982. november 19. – Frederick Knott: Várj, amíg sötét lesz (rendezte: Árkosi Árpád)
- 1983. január 7. – Friedrich Schiller: Ármány és szerelem (rendezte: Éry-Kovács András)
- 1983. február 18. – Fejes Endre: Vonó Ignác (rendezte: Csizmadia Tibor)
- 1983. március 31. – Arthur Miller: Az ügynök halála (rendezte: Árkosi Árpád)
- 1983. április 22. – Eisemann Mihály, Szilágyi László: Zsákbamacska (rendezte: Éry-Kovács András)
- 1983. május 29. – Mészöly Miklós: Hovámész (ősbemutató, rendezte: Csizmadia Tibor)

### 1983/84
- 1983. szeptember 30. – Beumarchais: Figaro házassága (rendezte: Szikora János)
- 1983. november 11. – Iszak Dunajevszkij: Szabad szél (rendezte: Csizmadia Tibor)
- 1983. december 9. – August Strindberg: Az apa (rendezte: Éry-Kovács András)
- 1984. január 20. – Caragiale: Az elveszett levél (rendezte: Árkosi Árpád)
- 1984. március 2. – Hubay Miklós, Ránki György, Vas István: Egy szerelem három éjszakája (rendezte: Éry-Kovács András)
- 1984. április 6. – Frank Wedekind: Nicolo király (magyarországi ősbemutató, rendezte: Paál István)

### 1984/85
- 1984. szeptember 21. – Gágyor Péter: A kertészlegény királysága (ősbemutató, rendezte: Gágyor Péter)
- 1984. szeptember 28. – Heinrich von Kleist: Homburg hercege (rendezte: Paál István)
- 1984. május 27. – Heltai Jenő, Szirmai Albert: Naftalin (rendezte: Babarczy László) [az 1984/85-ös évadban került a műsorrendbe]
- 1984. november 2. – Viktor Rotov: Szállnak a darvak (magyarországi ősbemutató, rendezte: Árkosi Árpád)
- 1984. december 14. – Pierre Barillet, Jean Pierre Grédy: A kaktusz virága (rendezte: Koós Olga)
- 1985. január 25. – Robert David MacDonald: Miss Blandish nem kap orchideát (magyarországi ősbemutató, rendezte: Csizmadia Tibor)
- 1985. március 8. – Örkény István: Sötét galamb (rendezte: Ács János)
- 1985. április 19. – Lehár Ferenc: Luxemburg grófja (rendezte: Éry-Kovács András)

### 1985/86
- 1985. szeptember 14. – Kárpáti Péter: Cinóber (rendezte: Zoltán Gábor)
- 1985. október 4. – Schwajda György, Szikora János: Táncdalfesztivál ’66 (avagy puncsszeletek a hatvanas évekből) (ősbemutató, rendezte: Szikora János)
- 1985. október 18. – Sárospataky István: Drágamama (rendezte: Garas Dezső)
- 1985. november 22. – Molnár Gál Péter: A szabin nők házassága (rendezte: Zoltán Gábor)
- 1986. január 17. – Déry Tibor: A tanúk (rendezte: Csizmadia Tibor)
- 1986. február 28. – Neil Simon: Furcsa pár (rendezte: Szikora János)
- 1986. április 25. – Kálmán Imre, Gábor Andor: Tatárjárás (rendezte: Horvai István)

### 1986/87
- 1986. szeptember 20. – Mark Twain, Vörös Róbert: Koldus és királyfi (rendezte: Vörös Róbert)
- 1986. október 3. – Katona József: Bánk bán (rendezte: Ács János)
- 1986. október 17. – William Shakespeare: Szentivánéji álom (rendezte: Csizmadia Tibor)
- 1986. november 12. – Kálmán Imre, Gábor Andor: Csárdáskirálynő (rendezte: Rátonyi Róbert)
- 1987. január 9. – Makszim Gorkij: Örökösök (rendezte: Fodor Tamás)
- 1987. február 13. – Schwajda György: Lúdas Matyi (rendezte: Schwajda György)
- 1987. március 20. – Szép Ernő: Vőlegény (rendezte: Ács János)
- 1987. május 1. – Dunai Ferenc: A nadrág (rendezte: Szikora János)

### 1987/88
- 1987. szeptember 13. – Lyman Frank Baum: Óz, a nagy varázsló (rendezték: Babarczy László, Mohácsi János)
- 1987. október 2. – Móricz Zsigmond: Nem élhetek muzsikaszó nélkül (rendezte: Csizmadia Tibor)
- 1987. november 13. – Szirmai Albert, Gábor Andor: Mágnás Miska (rendezte: Vörös Róbert)
- 1988. január 8. – Borisz Paszternak, Szikora János: Doktor Zsivago (rendezte: Szikora János)
- 1988. február 26. – William Shakespeare: III. Richárd (rendezte: Fodor Tamás)
- 1988. április 1. – Döme Zsolt, Schwajda György: Rákóczi tér (rendezte: Csizmadia Tibor)
- 1988. április 22. – Carlo Goldoni: A hazug (rendezte: Fodor Tamás)

### 1988/89
- 1988. október 1. – Molnár Ferenc: Az üvegcipő (rendezte: Garas Dezső)
- 1988. október 14. – Székely János: Caligula helytartója (rendezte: Taub János)
- 1988. november 18. – Kálmán Imre, Julius Brammer: Marica grófnő (rendezte: Horváth Tivadar)
- 1989. január 20. – Franz Kafka, Fodor Tamás: A kastély (rendezte: Fodor Tamás)
- 1989. február 24. – Michel de Ghelderode: A titkok kapujában (rendezte: Szikora János)
- 1989. március 3. – Jukio Misima: Sade márkiné (Krúdy Kamaraszínpad, rendezte: Vörös Róbert)
- 1989. április 14. – John Kander, Fred Ebb: Chicago (rendezte: Verebes István)

### 1989/90
- 1989. szeptember 29. – William Shakespeare: Ahogy tetszik (rendezte: Fodor Tamás)
- 1989. október 13. – Kálmán Imre, Szenes Andor: Az ördöglovas (rendezte: Schwajda György)
- 1989. november 24. – Schwajda György: Ballada a 301-es parcella bolondjáról (rendezte: Taub János)
- 1990. január 12. – Arthur Schnitzler: Körtánc (rendezte: Fodor Tamás)
- 1990. március 2. – Prosper Mérimée, Márton László: Carmen (rendezte: Szikora János)

## 1990-es évek

### 1990/91
Az épület felújítása miatt számos bemutatóra külső helyszíneken és a Szobaszínházban került sor.
- 1990. október 19. – Gabriel García Márquez, Schwajda György: Száz év magány (Pesti Színház, rendezte: Taub János)
- 1990. december 23. – Stephen Schwartz: Hit kell! (rendezte: Imre Zoltán)
- 1991. április 19. – Szigligeti Ede: Liliomfi (rendezte: Taub János)

### 1991/92
- 1991. október 11. – Emanuel Schikaneder, Szikora János: Legenda A varázsfuvoláról (rendezte: Szikora János)
- 1991. október 25. – Anton Pavlovics Csehov: Cseresznyéskert (rendezte: Fodor Tamás)
- 1991. december 13. – Jacques Offenbach: Szép Heléna (rendezte: Schwajda György)
- 1991. december 21. – Carlo Collodi: Pinokkió kalandjai (rendezte: Mózes István)
- 1992. január 31. – Lope de Vega: A kertész kutyája (rendezte: Taub János)
- 1992. március 13. – William Shakespeare: Szeget szeggel (rendezte: Csiszár Imre)

### 1992/93
- 1992. október 2. – Fábri Péter: Rinaldó Rinaldini (rendezte: Hegedűs D. Géza)
- 1992. október 16. – Pozsgai Zsolt: Szeretlek cirkusz (rendezte: Molnár György)
- 1992. november 13. – Lázár Ervin: A kisfiú meg az oroszlánok (rendezte: Tasnádi Márton)
- 1993. január 8. – William Shakespeare: IV. Henrik (rendezte: Csiszár Imre)
- 1993. február 19. – Molière: Tartuffe, avagy a rajongás komédiája (rendezte: Fodor Tamás)
- 1993. március 19. – Gábor Andor: Dollárpapa (rendezte: Horváth Péter)
- 1993. április 23. – Tennessee Williams: Üvegfigurák (rendezte: Taub János)
- 1993. május 9. – Spiró György: Önkormányzati kabaré (rendezte: Spiró György)

### 1993/94
- 1993. október 8. – Friedrich Dürrenmatt: Angyal szállt le Babilonba (rendezte: Vincze János)
- 1993. október 17. – Benedek Elek, Szilágyi Andor: Leánder és Lenszirom (rendezte: Fodor Tamás)
- 1993. november 19. – Eisemann Mihály, Harsányi Zsolt: XIV. René (rendezte: Bor József)
- 1993. december 3. – John Millington Synge: A nyugati világ bajnoka (rendezte: Fodor Tamás)
- 1994. január 21. – Weöres Sándor: A kétfejű fenevad (rendezte: Csiszár Imre)
- 1994. március 4. – Stendhal: Vörös és fekete (rendezte: Tasnádi Márton)
- 1994. március 9. – Füst Milán: Máli néni (rendezte: Czeizel Gábor)
- 1994. április 15. – Nagy Ignác: Tisztújítás (rendezte: Szőke István)

### 1994/95
- 1994. szeptember 30. – Friedrich Schiller: Don Carlos (rendezte: Gaál Erzsébet)
- 1994. október 14. – Stanisław Wyspiański: Novemberi éj (rendezte: Zsótér Sándor)
- 1994. november 25. – Jacobi Viktor: Sybill (rendezte: Victor Ioan Frunza)
- 1995. január 7. – Vörösmarty Mihály: Csongor és Tünde (rendezte: Zsótér Sándor)
- 1995. február 17. – Makszim Gorkij: Jegor Bulicsov (rendezte: Vincze János)
- 1995. március 24. – William Somerset Maugham: Imádok férjhez menni! (rendezte: Gaál Erzsébet)

### 1995/96
- 1995. szeptember 29. – Stephen Sondheim, Leonard Bernstein: West Side Story (rendezte: Ladányi Andrea)
- 1995. október 6. – Schwajda György: Miatyánk (rendezte: Schwajda György)
- 1995. november 3. – Lionel Bart: Oliver! (rendezte: Bor József)
- 1995. december 15. – Georges Feydeau: Osztrigás Mici (rendezte: Iglódi István) [televíziós felvétel készült]
- 1996. február 2. – William Shakespeare: Vízkereszt, vagy amit akartok (rendezte: Schwajda György)
- 1996. március 15. – Bereményi Géza: A jéghegyek lovagja (rendezte: Bereményi Géza)
- 1996. április 26. – Jacobi Viktor: Leányvásár (rendezte: Bor József)

### 1996/97
- 1996. szeptember 27. – William Shakespeare: Romeo és Júlia (rendezte: Iglódi István)
- 1996. október 18. – Kálmán Imre, Gábor Andor: Csárdáskirálynő (rendezte: Bor József)
- 1996. december 13. – Tóth Ede: A falu rossza (rendezte: Schwajda György)
- 1997. február 21. – Dalt MacDermot, Gerome Ragni: Hair (rendezte: Bagó Bertalan)
- 1997. április 11. – Móricz Zsigmond: Úri muri (rendezte: Bereményi Géza)

### 1997/98
- 1997. október 3. – William Shakespeare: A velencei kalmár (rendezte: Schwajda György)
- 1997. október 24. – Csiky Gergely: A nagymama (rendezte: Iglódi István)
- 1997. november 7. – Lehár Ferenc, Gábor Andor: Luxemburg grófja (rendezte: Bor József)
- 1997. december 30. – Romhányi József: Hamupipőke (rendezték: Schwajda György, Molnár László)
- 1998. február 6. – Frederick Loewe, Alan Jay Lerner: My Fair Lady (rendezte: Schwajda György)
- 1998. április 7. – Alekszandr Nyikolajevics Osztrovszkij: Ártatlan bűnösök (rendezte: Anatolij Vasziljev)

### 1998/99
- 1998. október 2. – Schwajda György: A rátóti legényanya (rendezte: Schwajda György)
- 1998. október 16. – Kacsóh Pongrác, Heltai Jenő: János vitéz (rendezte: Bal József)
- 1998. november 20. – William Shakespeare: Szentivánéji álom (rendezte: Iglódi István)
- 1998. december 13. – Nemes Nagy Ágnes: Bors néni (rendezte: Novák János)
- 1999. január 22. – Jerry Bock, Sheldon Harnick: Hegedűs a háztetőn (rendezte: Schwajda György)
- 1999. március 5. – Molnár Ferenc: A hattyú (rendezte: Benedek Miklós)
- 1999. március 26. – Jacques Offenbach: Hoffmann meséi (rendezte: Selmeczi György)
- 1999. május 22. – Szőcs Géza: Passio (Merlin Színház, rendezte: Selmeczi György)

### 1999/00
- 1999. október 15. – Arisztophanész: Lüszisztráté (rendezte: Schwajda György)
- 1999. október 29. – Zágon István, Nóti Károly: Hyppolit, a lakáj (rendezte: Verebes István)
- 1999. november 21. – Molnár László: Csak beljebb, Jancsikám! (rendezte: Molnár László)
- 1999. december 3. – Szirmai Albert, Gábor Andor: Mágnás Miska (rendezte: Iglódi István)
- 2000. január 28. – Emily Brontë: Üvöltő szelek (rendezte: Schwajda György)
- 2000. április 21. – Barta Lajos: Szerelem (rendezte: Verebes István)

## 2000-es évek

### 2000/01
- 2000. november 13. – Németh László: Bodnárné (rendezte: Verebes István)
- 2000. október 27. – Ábrahám Pál: Viktória (rendezte: Verebes István)
- 2000. december 1. – Oscar Wilde: Bunbury (rendezte: Rátóti Zoltán)
- 2001. január 19. – William Shakespeare: Sok hűhó semmiért (rendezte: Iglódi István)
- 2001. március 9. – Peter Shaffer: Amadeus (rendezte: Szikora János)
- 2001. április 6. – ExperiDance Tánctársulat: Muskétások, avagy kevés Dumas, sok tánc (rendezte: Román Sándor)

### 2001/02
- 2001. szeptember 28. – Háy Gyula: Isten, császár, paraszt (rendezte: Csiszár Imre)
- 2001. október 12. – Kálmán Imre, Julius Brammer: Marica grófnő (rendezte: Ács János)
- 2001. december 7. – Nagy Ignác: Tisztújítás (rendezte: Szinetár Miklós)
- 2002. január 11. – Gogol: Háztűznéző (rendezte: Telihay Péter)
- 2002. március 8. – Arthur Miller: Pillantás a hídról (rendezte: Tordy Géza)
- 2002. április 26. – Verebes István: Lucifer-show (ősbemutató, rendezte: Verebes István)

### 2002/03
- 2002. szeptember 27. – Molnár Ferenc: Játék a kastélyban (rendezte: Csiszár Imre)
- 2002. október 11. – Huszka Jenő: Lili bárónő (rendezte: Ács János)
- 2002. december 19. – Monty Python: Gyalog galopp (rendezte: Molnár László)
- 2003. március 7. – Csehov: Ivanov (rendezte: Telihay Péter)
- 2003. március 21. – David Yazbek, Terrence McNally: Alul semmi (rendezte: Szikora János)
- 2003. április 25. – Georges Feydeau: Bolha a fülbe (rendezte: Berényi Géza)

### 2003/04
- 2003. szeptember 26. – Kodály Zoltán: Székely fonó (rendezte: Démény Attila) [a Magyar Állami Operaházzal közösen]
- 2003. október 10. – Euripidész: Oreszteia (Iphigeneia, Élektra, Oresztész) (rendezte: Telihay Péter)
- 2003. november 21. – Molière: Úrhatnám polgár (rendezte: Csiszár Imre)
- 2003. december 5. – Kálmán Imre: A csárdáskirálynő (rendezte: Kerényi Miklós Gábor) [a Budapesti Operettszínházzal közösen]
- 2003. december 13. – Füst Milán: Catullus (rendezte: Szikora János)
- 2004. január 16. – Heltai Jenő: A tündérlaki lányok (rendezte: Esztergályos Károly)
- 2004. március 12. – Ray Cooney: A miniszter félrelép (rendezte: Szikora János)
- 2004. április 16. – Jean Poiret, Harvey Fierstein: Őrült nők ketrece (rendezte: Telihay Péter)

### 2004/05
- 2004. szeptember 24. – Terry Jones: Erik, a viking (ősbemutató, rendezte: Molnár László)
- 2004. november 12. – Závada Pál: Szólj anyádnak, jöjjön ki! (ősbemutató, rendezte: Telihay Péter)
- 2004. november 26. – Lehár Ferenc: A víg özvegy (rendezte: Szinetár Miklós) [a Budapesti Operettszínházzal közösen]
- 2005. január 28. – Déry Tibor, Presser Gábor: Képzelt riport egy amerikai popfesztiválról (rendezte: Szikora János)
- 2005. március 4. – Shakespeare: Othello (rendezte: Telihay Péter) [Matáv színházi esték]
- 2005. április 22. – Tersánszky Józsi Jenő: Kakuk Marci

### 2005/06
- 2005. szeptember 23. – Umberto Eco: A rózsa neve (rendezte: Szikora János)
- 2005. október 7. – Örkény István: Macskajáték (rendezte: Sorin Militaru)
- 2005. október 21. – Lehár Ferenc: Luxemburg grófja (rendezte: Iglódi István) [a Budapesti Operettszínházzal közösen]
- 2005. november 11. – Francis Veber: Balfácánt vacsorára! (rendezte: Koltai Róbert)
- 2006. január 6. – M. J. Lermontov: Álarcosbál (rendezte: Telihay Péter)
- 2006. április 21. – John Kander, Fred Ebb: Chicago (rendezte: Bagó Bertalan)

### 2006/07
- 2006. szeptember 23. – Bertolt Brecht: A szecsuáni jólélek (rendezte: Szabó Máté)
- 2006. október 7. – Huszka Jenő: Mária főhadnagy (rendezte: Bagó Bertalan) [a Budapesti Operettszínházzal közösen]
- 2006. november 11. – Molnár Ferenc: Delila (rendezte: Balázs Péter)
- 2006. december 16. – Dés László, Nemes István: Sose halunk meg (ősbemutató, rendezte: Szabó Máté)
- 2007. március 10. – William Shakespeare: Szentivánéji álom (rendezte: Szikora János)
- 2007. április 21. – Gogol: A revizor (rendezte: Telihay Péter)

### 2007/08
- 2007. szeptember 21. – Kálmán Imre: Zsuzsi kisasszony (rendezte: Málnay Levente)
- 2007. október 19. – Kiss József: Az angyalok nem sírnak (rendezte: Kiss József) [televíziós felvétel készült]
- 2007. november 23. – Carlo Goldoni: Két úr szolgája (rendezte: Bodrogi Gyula)
- 2007. december 21. – Lionel Bart: Oliver! (rendezte: Radó Denise) [werkvas is készült]
- 2008. február 15. – Hunyady Sándor: Feketeszárú cseresznye (rendezte: Balázs Péter)
- 2008. április 11. – W. Somerset Maugham: Színház (rendezte: Verebes István)

### 2008/09
- 2008. október 3. – Nan Kinghton, Frank Wildhorn: A Vörös Pimpernel (magyarországi ősbemutató, rendezte: Molnár László)
- 2008. október 17. – Franz Arnold, Ernst Bach: Apa csak egy van? (rendezte: Molnár László)
- 2008. november 14. – William Shakespeare: Romeo és Júlia (rendezte: Kiss József) [hangoskönyv készült]
- 2009. január 16. – Dale Wasserman: Kakukkfészek (rendezte: Radó Denise)
- 2009. február 20. – Zerkovitz Béla, Szilágyi László: Csókos asszony (rendezte: Balázs Péter)
- 2009. április 3. – Federico Fellini: Országúton (magyarországi ősbemutató, rendezte: Kiss József) [a PORT.hu-val]

### 2009/10
- 2009. október 2. – Szigligeti Ede: Liliomfi (rendezte: Molnár László)
- 2009. október 16. – Katona József: Bánk bán (rendezte: Kerényi Imre)
- 2009. december 4. – William Shakespeare: Vízkereszt, vagy amit akartok (rendezte: Iglódi István)
- 2010. január 29. – Jacobi Viktor: Leányvásár (rendezte: Balázs Péter)
- 2010. március 12. – Mitch Leigh, Loe Darion: La Mancha lovagja (rendezte: Radó Denise)
- 2010. április 9. – Zágon István, Nóti Károly: Hyppolit, a lakáj (rendezte: Balázs Péter)

## 2010-es évek

### 2010/11
- 2010. szeptember 24. – Molnár Ferenc (író): Az üvegcipő (rendezte: Kiss József)
- 2010. október 15. – Kacsóh Pongrác: János vitéz (rendezte: Balázs Péter)
- 2010. november 19. – Bródy Sándor (író): [[A tanítónő]] (rendezte: Kerényi Imre) [a Magyar Televízió felvételt készített]
- 2010. december 16. – Eisemann Mihály, Szilágyi László: Én és a kisöcsém (rendezte: Molnár László)
- 2011. március 4. – Friedrich Schiller: Ármány és szerelem (rendezte: Csiszár Imre)
- 2011. április 15. – Andrew Lloyd Webber, Tim Rice: Jézus Krisztus szupersztár (rendezte: Radó Denise)

### 2011/12
- 2011. szeptember 23. – Molnár Ferenc: Liliom (rendezte: Kiss József)
- 2011. október 21. – Márai Sándor: Kaland (rendezte: Málnay Levente) (a Szín-Mű-Hely előadásának nagyszínpadi változata)
- 2011. november 18. – Móricz Zsigmond, Kocsák Tibor: Légy jó mindhalálig (regény) (rendezte: Radó Denise)
- 2012. február 17. – Kálmán Imre: Cirkuszhercegnő (rendezte: Radó Denise)
- 2012. március 23. – Hunyady Sándor: A három sárkány (rendezte: Csiszár Imre)
- 2012. április 13. – Carlo Goldoni: Mirandolina (rendezte: Balázs Péter)

### 2012/13
- 2012. szeptember 21. – Heltai Jenő: A néma levente (rendező: Kiss József)
- 2012. október 5. – Ábrahám Pál: Bál Savoyban (rendező: Radó Denise)
- Friedrich Schiller: Stuart Mária (rendező: Csiszár Imre)
- Bíró Lajos: Sárga liliom (rendező: Balázs Péter)
- Fenyő Miklós, Tasnádi István: Made in Hungária (rendező: Radó Denise)

## Nyári Színház
- 1982. június 30. – Niccolò Machiavelli: Mandragora (múzeumudvar, rendezte: Zsámbéki Gábor)
- 1983. június 13. – Eduardo de Filippo: Filumena házassága (múzeumudvar, rendezte: Csiszár Imre)
- 1984. július 2. – Nimvwégai Márika csudálatos kalandjai (múzeumudvar, rendezte: Csizmadia Tibor)
- 1985. július 5. – W. Shakespeare: Vízkereszt, vagy amit akartok (múzeumudvar, rendezte: Éry-Kovács András)
- 1989. június 29. – William Shakespeare: Ahogy tetszik (színmű) (Szenttamás-pusztai Almásy-kastély park, rendezte: Fodor Tamás)
- 2001. augusztus 12. – Matuz János: Pedrollo (Szigligeti Színház udvara, rendezte: Molnár László)
- 2002. június 21. – Matuz János: Pedrollo visszavág, avagy ha egy után jön a három (rendezte: Molnár László)
- 2005. július – Marin Drzic: Dundo Maroje (Múzeumudvar, rendezte: Szikora János)
- 2006. július 11. – Machiavelli: Mandragóra (Szobaszínház udvara, rendezte: Karczag Ferenc)
- 2009. július 3. – Dan Goggin: Apácák (Nagyszínház, rendezte: Radó Denise)

## Bérletszünetes bemutatók a Nagyszínházban
- 1999. december 18. – Alan Alexander Milne: Micimackó (rendezte: Bencze Zsuzsa)
- 2001. április 18. – Grimm fivérek: Volt egyszer egy királylány (rendezte: Tóth Miklós)
- 2006. március 10. – Marcel Proust: Az eltűnt idő nyomában (rendezte: Szikora János)
- 2006. október 28. – Mészáros István: Szarkaláb (rendezte: Molnár László)
- 2007. május 27. – Abay Pál: Ne szóljatok bele! (rendezte: Szikora János)
- 2007. december 31. – Határok nélkül – Szilveszteri gála Szolnokról (rendezte: Málnay Levente) [élő közvetítés a Duna Televízióban]
- 2008. december 31. – Határok nélkül – Szilveszteri gálaműsor a Szolnoki Szigligeti Színházból (rendezte: Balázs Péter) [élő közvetítés a Duna Televízióban]
- 2009. november 12. – Békés Pál, Várkonyi Mátyás: A Félőlény (rendezte: Karczag Ferenc) [zene CD-n megjelent]
- 2009. december 31. – Határok nélkül – Szilveszteri gálaműsor a Szolnoki Szigligeti Színházból (rendezte: Petrovics Eszter) [élő közvetítés a Duna Televízióban]
- 2010. január 18. – Madách Imre: Ádámok és Évák ünnepe (Az ember tragédiája alapján; rendezték: Szolnok város középiskolái) [televíziós felvétel és werkfilm készült]
- 2010. december 31. – Határok nélkül – Szilveszteri gálaműsor a Szolnoki Szigligeti Színházból (rendezte: Petrovics Eszter) [élő közvetítés a Duna Televízióban]
- 2011. február 8. – Ádámok és Évák ünnepe (a Biblia alapján; rendezték: Szolnok város középiskolái) [televíziós felvétel készült]
- 2011. április 30. – Lázár Ervin: A Négyszögletű Kerek Erdő (rendezte: Király Attila)
- 2012. november 6. – Maugham: Imádok férjhez menni! (rendezte: Balázs Péter)

## Nagyszínházon kívüli bemutatók
A tájelőadások (valamilyen okból nem a Nagyszínpadon bemutatott nagyszínpadi előadások) a bérletes bemutatók listájában szerepelnek.
- 1986. október 1. – Müller Péter: Szomorú vasárnap (dal) (Megyei Művelődési Központ, rendezte: Sík Ferenc)
- 2008. november 15. – Nell Dunn: Gőzben (Tisza Szálló fürdője, rendezte: Radó Denise)

### Szolnoki Kamaraszínház (1957)
- 1957. január 26. – Robert Katscher: Gyertyafénykeringő (rendezték: Paál László, Nógrádi Norbert)
- 1957. március 22. – Franz Schönthan, Paul Schönthan: A szabin nők elrablása (rendezte: Nógrádi Norbert)

### Pódium Színpad (1963–1965)
- 1963. december 20. – Homérosz: Odyssea (rendezte: Mádi Szabó Gábor)
- 1965. január 9. – Szophoklesz: Oidipusz király (rendezte: Básti Lajos)

### Szobaszínház (1979–2008)
- 1979. szeptember 29. – Samuel Beckett: A játszma vége (magyarországi ősbemutató, rendezte: [Paál István)
- 1979. november 3. – Schwajda György: Csoda; Verebes István: Üzenet (rendezte: Szurdi Miklós)
- 1980. április 13. – Reginald Rose: Tizenkét dühös ember (rendezte: Árkosi Árpád)
- 1980. december 7. – Harold Pinter: Születésnap (magyarországi ősbemutató, rendezte: Paál István)
- 1981. március 1. – Nicola Manzari: Pablito nővérei (magyarországi ősbemutató, rendezte: Árkosi Árpád)
- 1981. október 16. – Edward Albee: Az amerikai álom (magyarországi ősbemutató); A homokláda (rendezte: Paál István)
- 1982. április 3. – Alekszej Arbuzov: Én, te, ő… (rendezte: Árkosi Árpád)
- 1982. október 29. – Carl Sternheim: A kazetta (magyarországi ősbemutató, rendezte: Csizmadia Tibor)
- 1982. december 21. – Franz Xaver Kroetz: Meier (rendezte: Árkosi Árpád)
- 1983. január 20. – Peter Hacks: Amphitryon (rendezte: Nagy Sándor Tamás)
- 1983. április 12. – Euripidész: Médeia (rendezte: Koós Olga)
- 1983. szeptember 22. – Örkény István: Pisti a vérzivatarban (rendezte: Jeney István)
- 1983. november 10. – Sławomir Mrożek: Emigránsok (rendezte: Árkosi Árpád)
- 1984. január 13. – Arthur Schnitzler: Anatol és a nők (rendezte: Paál István)
- 1984. április 18. – David Storey: Otthon (rendezte: Paál István)
- 1984. szeptember 8. – Botho Strauss: Ó, azok a hipochonderek (magyarországi ősbemutató, rendezte: Csizmadia Tibor)
- 1985. január 9. – Harold Pinter: Árulás (rendezte: Éry-Kovács András) [az Egyetemi Színpaddal közösen]
- 1985. február 3. – Luigi Pirandello: IV. Henrik (rendezte: Árkosi Árpád)

- 1985. október 13. – Jean Genet: Cselédek (rendezte: Csizmadia Tibor)
- 1985. november 24. – Csurka István: Deficit (rendezte: Csizmadia Tibor)
- 1986. január 26. – Szophoklész: Oidipusz (rendezte: Vörös Róbert)
- 1986. szeptember 16. – Csáth Géza: A Janika (rendezte: [[Fodor Tamás]])
- 1987. március 7. – Spiró György: A kínkastély (rendezte: Csizmadia Tibor)
- 1987. március 18. – Jean Racine: Andromaché (Pinceszínház, rendezte: Bal József)
- 1987. november 17. – Sultz Sándor: A hattyú halála, avagy a hosszú széklet (rendezte: Csizmadia Tibor)
- 1988. március 2. – Harsányi László, Kocsó Gábor: Magányos varjú a jégen (rendezte: Harsányi László)
- 1988. november 24. – Nagy Karola: C. kisasszony szenvedélye (rendezte: Szőke István)
- 1988. december 6. – Orfeum a szobaszínházban – Őnagysága és a többiek (rendezte: Koós Olga)
- 1989. január 24. – Franz Xaver Kroetz: Felső-Ausztria, A fészek (rendezte: Mózes István)
- 1990. január 18. – Edward Bond: Balhé (rendezte: Vörös Róbert)
- 1990. február 27. – Stanisław Ignacy Witkiewicz: Egy kis udvarházban (rendezte: Paál István)
- 1990. március 30. – Szilágyi Andor: A rettenetes anya avagy, a Madarak Élete (rendezte: [[Fodor Tamás]])
- 1991. január 18. – Albert Camus: A félreértés (rendezte: Tompa Gábor)
- 1991. március 12. – Henrik Ibsen: A vadkacsa (rendezte: [[Fodor Tamás]])
- 1991. május 5. – José Triana: Gyilkosok éjszakája (rendezte: Mózes István)
- 1992. szeptember 26. – Samuel Beckett: Godot-ra várva (rendezte: Tompa Gábor)
- 1993. május 12. – Bertolt Brecht: A házitanító (rendezte: [[Fodor Tamás]])
- 1993. november 13. – Johann Wolfgang von Goethe: Clavigo (rendezte: Bagossy László (rendező, 1967))
- 1993. december 12. – August Strindberg: Júlia kisasszony (rendezte: Ternyák Zoltán)
- 1994. november 29. – Henrik Ibsen: Ha mi holtak feltámadunk (rendezte: Balkay Géza)
- 1995. február 10. – Heinrich von Kleist: Az eltörött korsó (rendezte: Czeizel Gábor)
- 1996. március 29. – Romain Weingarten: A nyár (rendezte: Almási Éva)
- 1997. február 4. – Noël Coward: Vidám kísértet (rendezte: Robert Sturm)
- 1997. április 24. – Nicola Manzari: Pablito nővéreit (Kamarszínház, rendezte: Árkosi Árpád)
- 1997. október 7. – Neil Simon: A napsugár fiúk (rendezte: Robert Sturm)
- 1998. április 3. – Martin McDonagh: A kripli (rendezte: Robert Sturm)
- 1999. március 10. – Molière: Dandin György (rendezte: Czibulás Péter)
- 1999. április 7. – Müller Péter: Szomorú vasárnap (musical) (rendezte: Schwajda György)
- 1999. október 8. – Egon Wolff: Papírvirágok (rendezte: El Eini Sonia)
- 2000. március 11. – Ödön von Horváth: Kasmir és Karoline (rendezte: Tóth Miklós (rendező))
- 2000. november 14. – Carlo Goldoni: Két úr szolgája (rendezte: Koltai M. Gábor)
- 2001. március 20. – Hans Christian Andersen: Álomszonáta (rendezte: Réczei Tamás)
- 2001. október 28. – Anton Pavlovics Csehov: A meggyeskert (rendezte: Kaszás Mihály)
- 2001. december 14. – Forgách András: Vásott kölykök (rendezte: Réczei Tamás)
- 2003. február 19. – Igor Bauersima: Öngyilkos chat (magyarországi ősbemutató, rendezte: Réczei Tamás) [az Atlantisz-programmal közösen]
- 2003. október 4. – Vörös Róbert: Holnap érkezem (rendezte: Alföldi Róbert)
- 2004. február 12. – Fjodor Mihajlovics Dosztojevszkij: A Karamazov testvérek (rendezte: Telihay Péter)
- 2004. március 18. – Marguerite Duras: Ketten egyedül (rendezte: Sorin Militaru)
- 2004. október 16. – Jean Cocteau: Emberi hang (rendezte: Quintus Konrád)
- 2004. november 27. – Raymond Queneau: Francia stílgyak (rendezte: Funtek Frigyes)
- 2005. január 11. – Brian Friel: Pogánytánc (rendezte: Szabó Máté)
- 2005. március 19. – Oleg Presznyakov, Vlagyimir Presznyakov: Terrorizmus (rendezték: Oleg Presznyakov, Vlagyimir Presznyakov)
- 2005. április 29. – Alfred Jarry: Übü (rendezte: Sorin Militaru)
- 2005. november 19. – Ránki György, Vas István: Egy szerelem három éjszakája (rendezte: Horváth Patrícia (rendező))
- 2005. december 16. – Sarah Kane: Crave (rendezte: Rácz Erzsébet)
- 2006. február 18. – Edward Albee: Nem félünk a farkastól (rendezte: Szabó Máté)
- 2006. november 19. – Werner Schwab: Elnöknők (rendezte: Sorin Militaru)
- 2007. január 12. – Urs Widmer: Top Dogs (rendezte: Telihay Péter)
- 2007. február 25. – Mikó István: Bolond Shakespeare avagy a kizökkent idő (rendezte: Szőke István)
- 2008. január 20. – Jean-Paul Sartre: Zárt tárgyalás (rendezte: Rozgonyi Ádám)
- 2008. január 30. – Lélektől lélekig [előadóest]

### Stúdiószínpad (2003–)
- 2003. december 12. – Benedek Elek: Tündérkopac (rendezte: Matuz János)
- 2008. március 5. – Matuz János: Nap Pali kalandjai (ősbemutató, rendezte: Matuz János)
- 2008. november 23. – Gyurkovics Tibor: Isten nem szerencsejátékos (rendezte: Málnay Levente) [Gyurkovics Tibor felépülésére/emlékére]
- 2009. december 5. – Robert Harling: Szépségszalon (rendezte: Radó Denise)
- 2010. március 27. – Gogol: Az őrült naplója (rendezte: Kiss József)

### Szín-Mű-Hely (2010–)
- 2010. október 9. – Richerd Harris: Csupa balláb (rendezte: Radó Denise)
- 2010. október 16. – Dario Niccodemi: Hajnalban, délben, este (rendezte: Karczag Ferenc)
- 2010. november 27. – Péreli Gabriella, Aldobolyi Nagy György: Roncsderby (rendezte: Kautzky Armand)
- 2011. január 15. – Márai Sándor: Kaland (rendezte: Málnay Levente)
- 2011. szeptember 24. – Szakonyi Károly: Adáshiba (rendezte: Málnay Levente)
- 2011. december 16. – Marc Camoletti: Félre lépni tilos (rendezte: Kiss József)
- 2012. január 14. – Kiss József: Hol a pénz? (rendezte: Molnár László)